# Tomodesmus thaumastus
Tomodesmus thaumastus är en mångfotingart som beskrevs av Chamberlin 1918. Tomodesmus thaumastus ingår i släktet Tomodesmus och familjen Chelodesmidae. Inga underarter finns listade i Catalogue of Life.